# Рейнская область

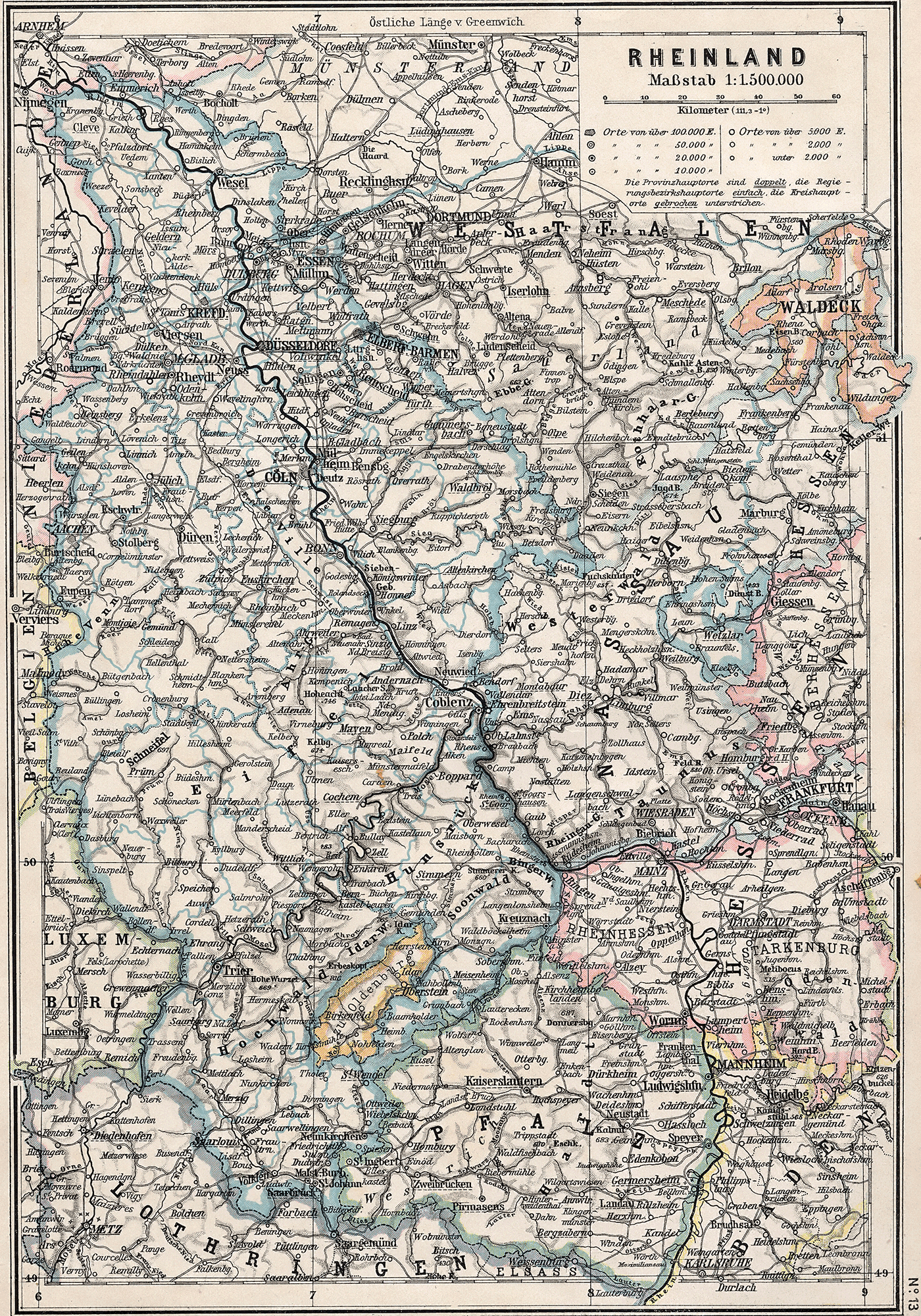
Карта Прусского Порейнья (1905 год).

Рейнская область или Рейнланд (Rheinland, произносится «Райнланд»; лат. Rhenania) — историческая область по среднему течению Рейна, расположенная в пределах современной Германии (земли Рейнланд-Пфальц и Северный Рейн-Вестфалия).
Порейнье в политико-административном отношении до Наполеоновских войн отличалось крайней пестротой: здесь были перемешаны владения церковных прелатов (архиепископов Кёльнских, Майнцских и Трирских), герцогство Юлих-Клеве-Берг с зависимыми от него графствами, феоды потомков рейнграфов (Зальмский дом) и вольные имперские города (как, например, Ахен).
После Базельского мира (1795) земли к западу от Рейна были реорганизованы французами в Цизрейнскую республику, которая позднее была разделена на департаменты и включена в состав Французской империи. Церковные владения подверглись секуляризации, светские властители — медиатизации. Государственные образования на противоположном берегу Рейна составили в 1806 году Рейнский союз.
В 1822 году прирейнские земли были соединены в Рейнскую провинцию Пруссии со столицей в Кобленце, которая с видоизменениями просуществовала до 1946 года.
По результатам Первой мировой войны Рейнская область была демилитаризована, Саар — передан под управление Лиги Наций, Эйпен и Мальмеди отошли к Бельгии. В декабре 1918 г. войска Антанты в соответствии с Компьенским перемирием начали оккупацию Рейнской области. Войска Антанты также заняли стратегические плацдармы на восточном берегу Рейна радиусом в 18 миль каждый с центрами в городах Кёльн (Великобритания), Кобленц (США) и Майнц (Франция). Из-за ошибки в картографировании зон французская и американская зоны не пересекались и в результате между ними образовался своего рода «разрыв» на восточном берегу Рейна, в котором в 1919 г. было провозглашено Свободное государство Флашенхальс.
В марте 1920 г. в ответ на Рурское восстание части рейхсвера вторглись в Рурскую область и завязали бои с Рурской Красной Армией. В ответ на вступление немецких войск в демилитаризованную зону французские войска перешли Рейн и оккупировали Франкфурт-на-Майне, Дармштадт и Ганау, а затем Дуйсбург и Хомбург. Они были выведены из этих городов лишь в мае 1920 г.
В марте 1921 г. в связи с нежеланием Германии платить репарации войска Антанты заняли Дуйсбург и Дюссельдорф и оставались там до сентября 1921 г. В связи с невыполнением Германией обязательств по выплате репараций в январе 1923 г. французские и бельгийские войска вновь оккупировали Рурскую область и оставались там до 1926 г.
В 1919—1923 годах рейнскими сепаратистами, пользовавшимися поддержкой Франции, было предпринято несколько попыток отторжения Рейнской области от Германии и провозглашения её независимой республикой. Однако в 1925 году после заключения Локарнских соглашений, устанавливавших гарантии европейских границ, сложившихся по итогам Первой мировой войны, движение рейнских сепаратистов сошло на нет.
Войска держав Антанты оставались на территории Рейнской области до 1930 года. После прихода к власти Гитлера (1933) к Германии вернулся Саар (1935), а Рейнская область подверглась односторонней милитаризации (1936). Это стало прологом к развязыванию Второй мировой войны.
После Второй мировой войны Рейнская область была расформирована. Аграрные области на юге (известные своими рейнскими винами) вошли в состав земли Рейнланд-Пфальц, а промышленный Рур (район угледобычи) выделился в землю Северный Рейн-Вестфалия. Город Вецлар стал частью земли Гессен.